# Helen Pankhurst

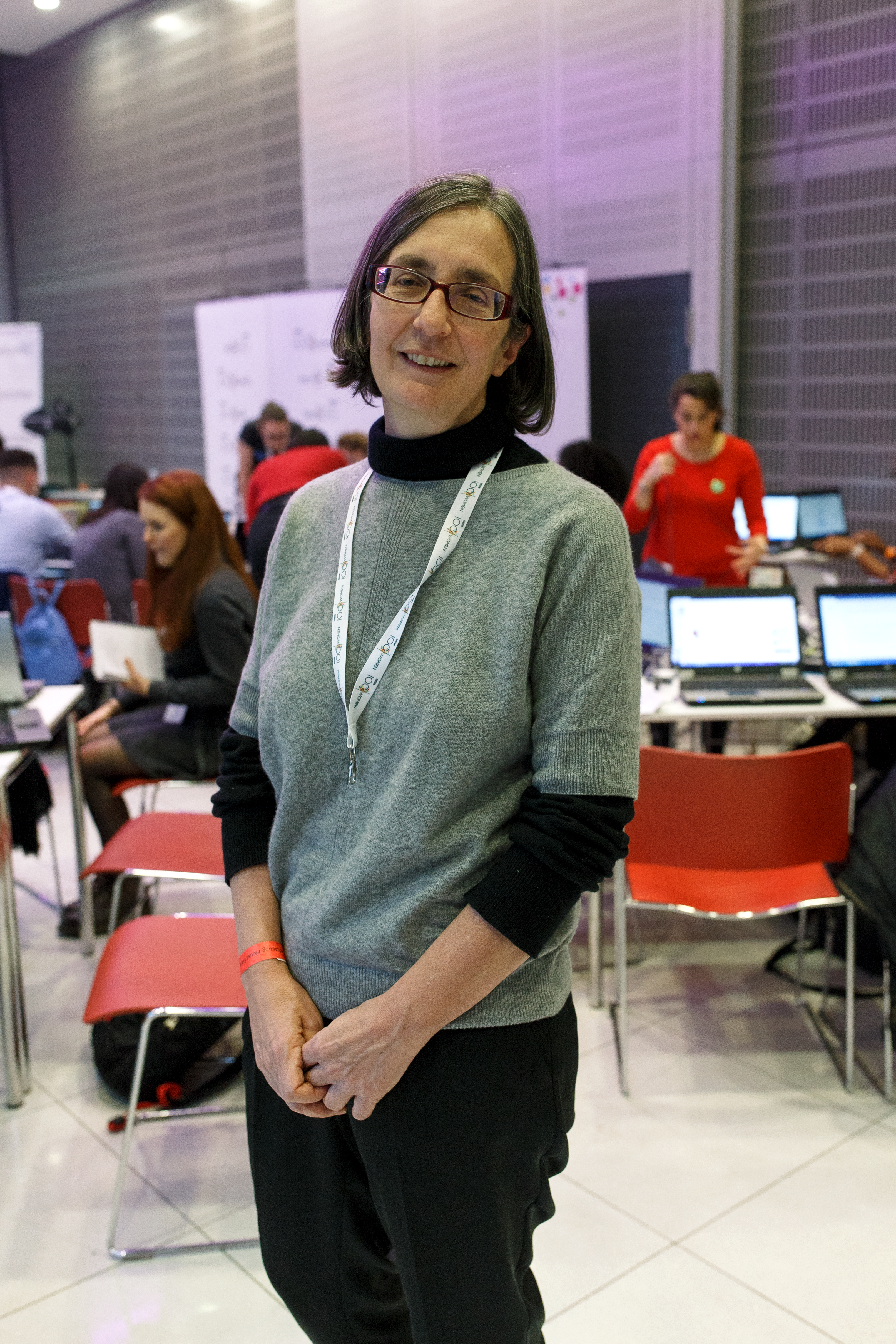
Helen Pankhurst, 2016

Helen Pankhurst (* 8. Mai 1964) ist eine britische Frauenrechtlerin, Wissenschaftlerin und Autorin. Derzeit (Stand 2. Januar 2025) ist sie als leitende Beraterin von CARE International in Großbritannien und Äthiopien tätig.

## Wirken
Helen Pankhurst arbeitete für eine Reihe internationaler Entwicklungsorganisationen, darunter ACORD, Womankind Worldwide und CARE International, hauptsächlich in Äthiopien. Ihr Schwerpunkt lag auf Programmen und Richtlinien für städtische und ländliche Entwicklung, Wasserhygiene und Abwasserentsorgung sowie Frauenrechte.
Pankhurst war Treuhänderin von WaterAid, Farm Africa und Action Aid und war Gastdozentin an der London School of Economics (LSE) und Gastprofessorin an der Manchester Metropolitan University.
Bei der Eröffnungsfeier der Olympischen Sommerspiele 2012 trat Pankhurst zusammen mit ihrer Tochter Laura auf. Sie gründeten danach eine Gruppe namens Olympic Suffragettes, die sich für eine Reihe von Frauenrechtsthemen einsetzt. Helen Pankhurst leitet auch den jährlichen Marsch am 8. März in London anlässlich des Internationalen Frauentages und spricht dort.
Im Jahr 2018 gründete Pankhurst Centenary Action, eine parteiübergreifende Koalition aus über 100 Aktivisten, Politikern und Frauenrechtsorganisationen, die sich für den Abbau von Hindernissen für die politische Teilhabe von Frauen einsetzen; seit Oktober 2024 ist sie deren Vorsitzende. Centenary Action hat sich für Themen eingesetzt, die von mehr Transparenz bei der Kandidatenauswahl politischer Parteien bis hin zu einem Ende der Gewalt und des Missbrauchs von Frauen reichen.
Pankhurst leitet und sitzt im Lenkungsausschuss von GM4women2028, einer Wohltätigkeitsorganisation, die Veränderungen für die Frauen von Manchester schafft. Weitere Ausschussmitglieder sind Francesca Gains und Jill Rubery. Im Februar 2021 leitete sie eine „virtuelle Punktekarten-Enthüllung“, die von Andy Burnham, dem Bürgermeister von Manchester, bezeugt wurde. Die GM4Women2028-Scorecards verfolgen die Gleichstellung der Geschlechter, während Manchester sich dem Jahr 2028 nähert – dem hundertsten Jahrestag des Representation of the People (Equal Franchise) Act von 1928, der allen britischen Frauen das gleiche Wahlrecht wie Männern gab.
Während der COVID-19-Pandemie im Vereinigten Königreich ab 2020 leitete sie die Lobbyarbeit im Namen von Kinderbetreuungsanbietern, um sicherzustellen, dass diese im Rahmen des Job Retention Scheme der Regierung fair behandelt werden.

## Werke
- mit Rebbeca Strickson: We Are Feminist: An Infographic History of the Women´s Rights Movement. Tiller, New York 2020, ISBN 978-1-9821-4235-3.
- Deeds Not Words: The Story of Women´s Rights - Then and Now. Sceptre, London 2019, ISBN 978-1-4736-4687-2.
- Gender, Development and Identity: An Ethiopian Study. Zed, London 1992, ISBN 978-1-85649-157-0.